# Unité urbaine de Saint-Colomban
L'unité urbaine de Saint-Colomban est une unité urbaine française centrée sur la commune de Saint-Colomban, dans le département de Loire-Atlantique en région Pays de la Loire.

## Données générales
Dans le zonage réalisé en 2020 par l'Insee, elle est composée de deux communes.
Dans le zonage réalisé en 2010, les deux communes de cette unité urbaine était hors unité urbaine.
En 2022, avec 5 967 habitants, elle représente la 28e unité urbaine du département de Loire-Atlantique.
En 2019, sa densité de population s'élève à 90 hab/km2.

## Composition de l'unité urbaine en 2020
Elle est composée des deux communes suivantes :
| Nom                           | Code Insee | Département      | Statut       | Superficie (km2) | Population (dernière pop. légale) | Densité (hab./km2) | Modifier                                    |
| ----------------------------- | ---------- | ---------------- | ------------ | ---------------- | --------------------------------- | ------------------ | ------------------------------------------- |
| Saint-Colomban (ville-centre) | 44155      | Loire-Atlantique | ville-centre | 35,72            | 3 499 (2022)                      | 98                 | modifier les données · modifier les données |
| La Limouzinière               | 44083      | Loire-Atlantique | banlieue     | 29,54            | 2 468 (2022)                      | 84                 | modifier les données · modifier les données |

## Évolution démographique
| 1968  | 1975  | 1982  | 1990  | 1999  | 2008  | 2013  | 2019  |
| ----- | ----- | ----- | ----- | ----- | ----- | ----- | ----- |
| 2 901 | 2 858 | 2 964 | 3 168 | 3 432 | 5 046 | 5 584 | 5 884 |

#### Données générales
- Unité urbaine
- Aire d'attraction d'une ville
- Aire urbaine (France)
- Liste des unités urbaines de France

#### Données démographiques en rapport avec l'unité urbaine de Saint-Colomban
- Aire d'attraction de Nantes
- Arrondissement de Nantes

#### Données démographiques en rapport avec la Loire-Atlantique
- Démographie de la Loire-Atlantique